# Teofil Fleischer
Teofil Fleischer (ur. 9 lutego 1924 w Zbąszyniu, zm. 13 grudnia 1983) – polski elektryk, poseł na Sejm PRL II i III kadencji.

## Życiorys
Uzyskał wykształcenie podstawowe, z zawodu elektryk. Pracował na stanowisku mistrza elektryka w Zaodrzańskich Zakładach Przemysłu Metalowego im. Marcelego Nowotki w Zielonej Górze.
Wstąpił do Polskiej Zjednoczonej Partii Robotniczej. W 1957 i 1961 uzyskiwał mandat posła na Sejm PRL II i III kadencji z okręgu Zielona Góra. Przez dwie kadencje pracował w Komisji Przemysłu Ciężkiego, Chemicznego i Górnictwa, a ponadto w Komisji Oświaty i Nauki (II kadencja) i Komisji Komunikacji i Łączności (III kadencja). 
Pochowany na cmentarzu komunalnym w Zbąszyniu (B1/VII/11).